# Hán Nôm
Hán Nôm (漢喃) ist eine vietnamesische Bezeichnung für die beiden Sprachen des alten Vietnam. Hán steht für die chinesische Sprache und die chinesische Schrift. Es besteht aus den traditionellen chinesischen Schriftzeichen, dort Chữ Hán (字漢) genannt. Nôm steht für die Nôm-Schrift, das traditionelle indigene Schriftsystem von Vietnam, und die eigenen, für das Vietnamesische erstellten Zeichen, die Chữ Nôm (字喃).